# Maria Mădălina Turza
Maria Mădălina Turza (n. 1 noiembrie 1978, București) este o activistă pentru drepturile omului din România.

## Biografie

### Studii
Mădălina Turza a absolvit în 2002 Facultatea de Științe Politice în limba engleză din cadrul Universității din București. În 2004 a obținut o diplomă de master în Drept Internațional Umanitar de la aceeași universitate. În 2017 a absolvit Masterul în Politici Publice și Servicii de Incluziune în domeniul dizabilității la College of Education and Human Development (Colegiul pentru educație și dezvoltare omenească) - Universitatea din Minnesota, SUA, fiind bursieră a Departamentului de Stat al SUA – Fulbright/Humphrey în domeniul drepturilor omului și politicilor publice.

### Activitate profesională
Din 2011 până în 2019 Turza a fost președinta Centrului European pentru Drepturile Copiilor cu Dizabilități (CEDCD), organizație care monitorizează respectarea drepturilor copiilor cu dizabilități și raportează către organismele ONU (OHCHR, Comitetul CRPD), Parlamentul European, Comisia Europeană, Consiliul Europei conform prevederilor UNCRC și UNCRPD.
În 2019 Mădălina Turza și-a lansat candidatura ca independentă pentru alegerile pentru Parlamentul European, bazându-se pe notorietatea ei în rândul familiilor care aveau copii cu dizabilități. Pentru validatea candidaturii a strâns 100.844 de semnături, care au fost însă insuficiente deoarece Biroul Electoral Central a invalidat o parte din ele.
Candidatura i-a fost respinsă în urma invalidării câtorva liste, din cauza cărora a „căzut” sub pragul minim de 100.000 de semnături. 
Din 2019 până în 2021, Turza a ocupat funcția de Secretar de Stat la Ministerul Muncii și Protecției Sociale, fiind președinte al Autorității Naționale pentru Drepturile Persoanelor cu Dizabilități, Copii și Adopții (ANDPDCA).
Din 2021 Mădălina Turza este Consilier de Stat la Cancelaria Primului Ministru.

### Viață personală
Turza are o fiică care a fost diagnosticată cu sindromul Down.

## Premii
- 2012 - Cea mai bună campanie pentru drepturile copiilor cu dizabilități – Gala Națională a Dizabilității, Secțiunea Promovează Abilitatea împreună cu CEDCD[9]
- 2013 - Woman of the Year Award – Avantaje Magazine – Pentru punerea pe agenda publică a problematicii incluziunii copiilor cu dizabilități[10]
- 2016 - International Women of Courage Award Romania – Ambasada SUA[11]